# خوان أنطونيو توريس
خوان أنطونيو توريس (بالإسبانية: Juan Antonio Torres Servín)‏ (14 يوليو 1968 بمدينة مكسيكو في المكسيك - ) هو مدرب كرة قدم ولاعب كرة قدم مكسيكي في مركز الدفاع. لعب مع سانتوس لاغونا ونادي أونيفرسيداد ناسيونال ونادي باتشوكا ونادي غوادالاخارا.

## وصلات خارجية
- خوان أنطونيو توريس على موقع قاعدة بيانات كرة القدم.إي يو (الإنجليزية)